# Ioan-Aurel Pop
Ioan-Aurel Pop (n. 1 ianuarie 1955, Sântioana, România) este un istoric român, profesor universitar (din 1996) și rector al Universității Babeș-Bolyai din Cluj (2012-2020), membru titular (din 2010) și președinte (din 2018) al Academiei Române.
Opera sa este axată pe cercetarea istoriei medievale a românilor și a Europei Centrale și de Sud-Est (instituțiile medievale românești, formațiuni politice româno-slave din Transilvania, raporturile românilor din Transilvania cu spațiul românesc extracarpatic, influența bizantină asupra românilor, raporturile Transilvaniei cu Europa Centrală și Occidentală, structura etnică și confesională a Transilvaniei). Este adept al curentului naționalist. După apariția cărții Istorie și mit în conștiința românească a lui Lucian Boia, Ioan-Aurel Pop a publicat o carte în replică, respingând parțial teza deconstructivistă a istoricului bucureștean. A elaborat de asemenea manuale școlare alternative pentru liceu.

## Biografie

### Școala
Primii 8 ani de școală (1962-1970) i-a făcut la Brașov. A continuat apoi la Liceul Andrei Șaguna din Brașov, pe care l-a terminat ca șef de promoție.
După efectuarea stagiului militar obligatoriu, în termen redus, a urmat (1975-1979) Facultatea de Istorie și Filozofie din cadrul Universității „Babeș-Bolyai” din Cluj-Napoca, specializarea Istorie Medievală unde, de asemenea, a terminat șef de promoție.
Din 1985, pe parcursul a 4 ani, a desfășurat cursuri doctorale, astfel că, după susținerea tezei intitulate „Adunările cneziale din Transilvania în secolele XIV - XVI”, a devenit doctor în istorie.

### Activitate didactică
Primii ani de profesie (1979-1984) a predat istoria la Liceul industrial nr. 6 din Cluj-Napoca. Începând cu anul 1984, simultan cu înscrierea la doctorat, a devenit asistent universitar la Catedra de istorie a Universității „Babeș-Bolyai”. În 1992 a obținut gradul de lector universitar iar în 1996 pe cel de conferențiar universitar la aceeași catedră.
Din 1996, când obține titlul de profesor universitar, și până astăzi, Ioan-Aurel Pop a ocupat permanent aceeași funcție la catedra devenită, între timp, Departamentul de Istorie Medievală, Premodernă și Istoria Artei.
În anul 2001, când a fost ales membru corespondent al Academiei Române la vârsta de 46 de ani, a fost cel mai tânăr membru al acestui for. În anul 2010 a fost ales membru titular al Academiei Române.
În anul 2012, Ioan-Aurel Pop a fost ales în funcția de rector Universității „Babeș-Bolyai” din Cluj-Napoca și a fost reales în anul 2016.
Istoricul a participat la schimburi de experiență și a desfășurat activitate profesională în străinătate. Între 1991 și 1992 a fost profesor invitat (bursier Fulbright) la Universitatea din Pittsburg – Pennsylvania (SUA), din 1993 a deținut funcția de director al Centrului de Studii Transilvane din Cluj iar între 1994-1995 a fost director al Centrului Cultural Român din New York.
Între 2003 și 2007 a fost profesor asociat la Universitatea „Ca’ Foscari” și director al Institutului Român de Cultură și Cercetare Umanistică din Veneția, iar între 2012-2013 a fost profesor asociat la Universitatea din Trento.
Ioan-Aurel Pop a fost rector al Universității „Babeș-Bolyai” timp de 2 mandate, până în martie 2020, când funcția a fost câștigată de Daniel David.

### Activitate științifică
În anul 2012 Ioan-Aurel Pop, la acel moment vicepreședinte al Consiliului Național de Atestare a Titlurilor, Diplomelor și Certificatelor Universitare (CNATDCU), spre deosebire de colegii acestuia, a făcut notă discordantă și s-a plasat de partea ministrului interimar al Educației la acel moment, Liviu Pop, care a schimbat componența CNATDCU în ziua în care s-a dat verdictul plagiatului lui Victor Ponta, acțiune ce a blocat decizia instituției. Atunci, Liviu Pop a desființat prin ordin de ministru Consiliul General al Consiliului Național de Atestare a Titlurilor, Diplomelor și Certificatelor Universitare, imediat după ce acest for a dat un prim verdict de plagiat în ce-l privește pe Ponta. Liviu Pop și Ioan-Aurel Pop au susținut atunci că CNATDCU nu avea competența să se pronunțe în acest caz, teza de doctorat a lui Ponta fiind ulterior trimisă la Consiliul Național de Etică. Pe 16 iulie 2012, acest for a dat singurul verdict favorabil lui Ponta, verdict ce a fost infirmat apoi în mod repetat, inclusiv de către instanță.
La 22 februarie 2016 Ioan-Aurel Pop a fost ales președintele CNATDCU, la propunerea Academiei Române. Până la această dată a ocupat funcția de vicepreședinte al acestei instituții.
Acesta și-a depus demisia din conducerea Consiliul Național de Atestare a Titlurilor, Diplomelor și Certificatelor Universitare la sfârșitul lunii mai a anului 2016.
Tot în anul 2016, Gabriel Liiceanu a criticat prezența lui Ioan-Aurel Pop în Comisia prezidențială pentru proiectul de țară, deoarece „a acoperit furtul lui Ponta, l-a tăinuit, i-a șters urmele”.
Comisia de Etică a Universității „Babeș-Bolyai” din Cluj-Napoca și Consiliul de Coordonare a Cercetării Științifice al Academiei Române au fost sesizate, spre sfârșiul anului 2017, de activistul Hans Hedrich, în privința unui autoplagiat în cartea „Istoria Transilvaniei medievale: de la etnogeneza românilor până la Mihai Viteazul”, Cluj-Napoca, 1997, preluat dintr-un volum anterior „Românii și maghiarii în secolele IX-XIV. Geneza statului medieval în Transilvania”, Cluj-Napoca, 1996. Al doilea volum diferă doar prin titlu și prin adăugarea unui capitol. Deși Comisia de Etică a decis că nu a fost încălcată deontologia profesională, în opinia jurnalistei Melania Cincea, volumul din 1997 ar trebui prezentat drept o completare a celui din 1996, și nu unul nou.
În anul 2017, 82 de academicieni, printre care Micea Dumitru, Victor Voicu, Ioan-Aurel Pop, Nicolae Breban, Victor Spinei, Dinu C. Giurescu, Ionel Haiduc și Eugen Simion, au transmis o scrisoare deschisă, considerată de Iulia Mincu de la Revista 22, având, din punctul de vedere al criticilor, un puternic accent naționalist și ceaușist. În scrisoare se sublinia susținerea unității și a integrității teritoriale și nevoia de a depăși conflictele mari din societatea românească prin dialog activ și cultivarea unor atitudini politice tolerante, în contextul protestelor anticorupție din România din anul 2017. Ulterior, Mircea Dumitru s-a disociat de apelul scrisorii deoarece conținutul i-a rămas necunoscut până în momentul publicării lui. Același lucru l-a făcut și Wilhelm Dancă. Academia Română, ca instituție, nu și-a însușit demersul pornit de Victor Voicu, Ioan-Aurel Pop și Gheorghe Păun și a retras documentul de pe site-ul web al forului.
În februarie 2018, într-un interviu dat pentru Trinitas TV, academicianul s-a afirmat un admirator al naționalismului din Ungaria, Polonia și Cehia.
Într-un interviu acordat ziarului Radio Europa Liberă în 2019, Radu Ioanid a declarat că referitor la noul volum „Marea istorie ilustrată a României și a Republicii Moldova” editat de Ioan-Aurel Pop și Ioan Bolovan, unde pogromul de la Iași este dus în derizoriu, deportările sunt menționate superficial, iar masacrul de la Odesa nu este amintit, situația este una obișnuită în cadrul Academiei Române. De asemenea, istoricul evreu a mai amintit că o colaborare între Academia Română și Institutul Național pentru Studierea Holocaustului din România „Elie Wiesel” nu a fost posibilă. Alexandru Florian, directorul Institutului „Elie Wiesel”, a declarat că Ioan-Aurel Pop, întrebat fiind, a spus că nu este autorul acelui capitol, ci doar coordonatorul volumului. A apărut și a doua ediție, în care s-a menținut eroarea. Florian a afirmat că cei doi editori coordonatori ar fi trebuit să stăpânească întreg conținutul și să și-l asume.
În iunie 2020, Ioan-Aurel Pop a fost numit de ministrul educației Monica Anisie din nou președinte al CNATDCU.

### Președinte al Academiei
La 5 aprilie 2018 a fost ales președinte al Academiei Române. Statutul Academiei Române prevede că funcția de președinte al acestei instituții este asimilată cu funcțiile de demnitate publică și este retribuită cu indemnizație la nivel de ministru.
La expirarea primului său mandat de președinte al forului academic, pe 5 aprilie 2022, academicianul Ioan-Aurel Pop a fost reales, pentru un nou ciclu de 4 ani la conducerea Academiei Române. Adunarea Generală a Academiei Române, alcătuită din membri titulari, membri corespondenți și membri de onoare, și-a exprimat opțiunea pentru președintele Ioan-Aurel Pop, cu o majoritate de 142 din 157 voturi exprimate, în mod secret.

#### Colaborarea cu Securitatea

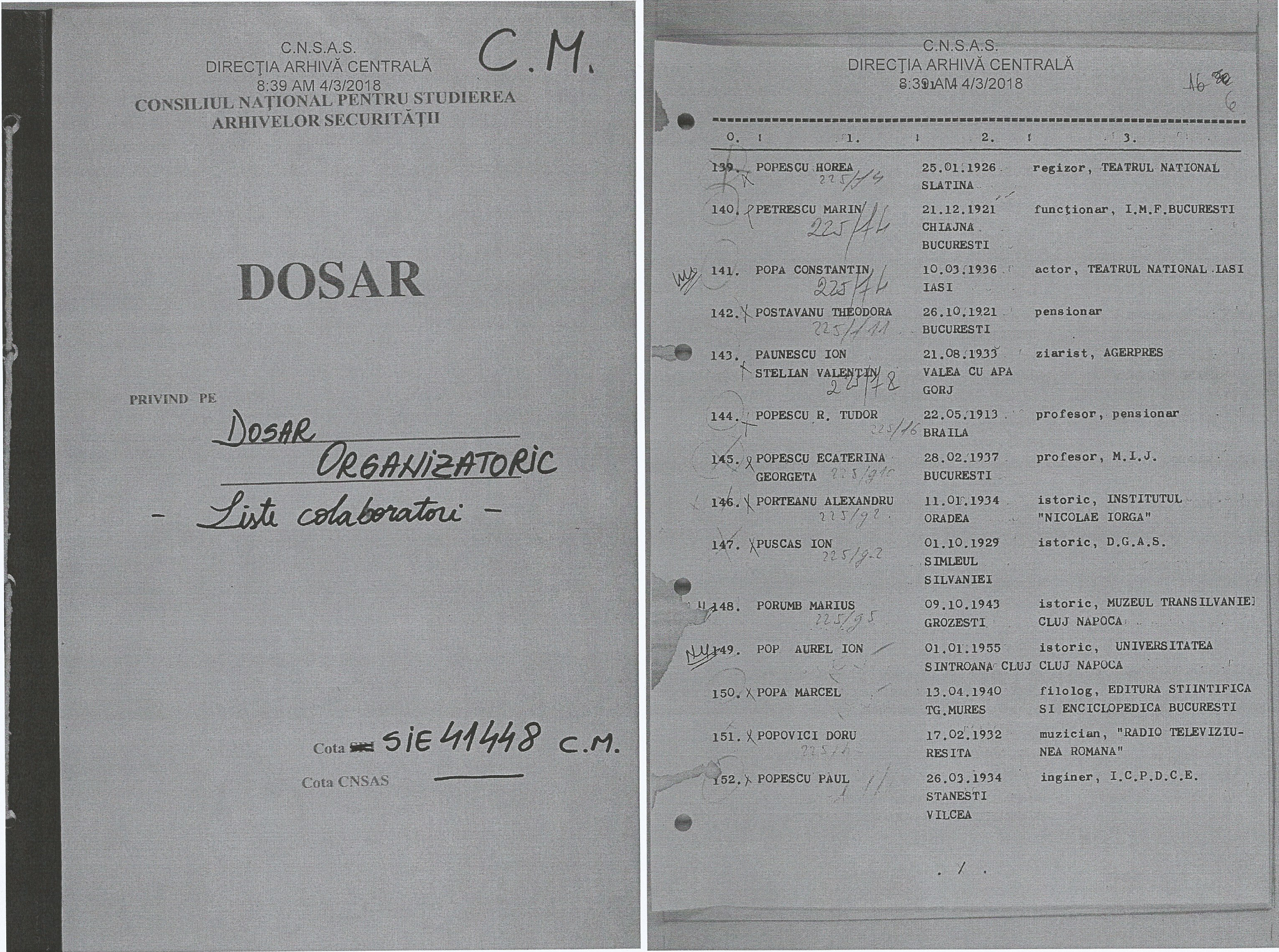
Ioan-Aurel Pop în lista colaboratorilor Centrului de Informații Externe (C.I.E. U.M. 0225) din cadrul fostului Departament al Securității Statului, listă reactualizată în februarie 1985.

După alegerea sa în funcția de președinte al Academiei Române, Revista 22 a publicat articolul unui cercetător care îl acuza pe Pop, pe baza unei liste a Securității, că ar fi colaborat înainte de Revoluție cu Securitatea; Pop a respins acuzația, iar o verificare anterioară a CNSAS nu găsise dovezi că Pop ar fi făcut poliție politică. Istoricul a primit în anul 2009 o adeverință de la CNSAS potrivit căreia nu a făcut poliție politică în sensul legii.
Conform cercetătorului Mădălin Hodor, care a publicat în aprilie 2018 un articol în Revista 22, la 13 mai 1985 (în perioada în care ocupa postul de asistent universitar la Universitatea Babeș-Bolyai), Pop a fost înregistrat drept colaborator al UM 0225 – unitate din cadrul Direcției de Informații Externe a Departamentului Securității Statului, care se ocupa de urmărirea emigrației românești și de contracararea acțiunilor ostile RSR desfășurate de centrele de propagandă din străinătate.
Istoricul Marius Oprea a confirmat autenticitatea listei publicate în Revista 22, dar a atras atenția că documentul respectiv a reprezentat o listă de lucru a Securității, ceea ce înseamnă că nu toți cei care apar acolo au fost colaboratori.
Ioan-Aurel Pop s-a apărat, inclusiv într-o declarație solicitată de Revista 22, declarând în aprilie 2018 că nu a avut un angajament cu Securitatea și indicând faptul că a publicat în perioada comunistă, între anii 1985-1987, articole într-o revistă de popularizare a istoriei României din Germania, al cărei nume nu și-l amintește. Potrivit acestuia, articolele au fost cerute de rectorul de atunci al Universității Babeș-Bolyai, Ștefan Pascu, care îi era și coordonator al tezei de doctorat. În Curriculum vitae nu sunt menționate articolele sau numele revistei. Însă, în mai 2018, istoricul a făcut o declarație contradictorie, spunând că nu a publicat niciun articol în Germania în perioada 1985–1987.
Într-un interviu, Mădălin Hodor a declarat că existau publicații ale exilului care erau fie finanțate, fie chiar înființate de Securitate, pentru a crea imaginea unei emigrații loiale regimului, acest rol revenind celor din Brigada Antiemigrație. Din această Brigadă au făcut parte foarte mulți istorici, nefiind obligatoriu ca toți să fi plecat din țară. Tot cercetătorul a menționat faptul că Ioan-Aurel Pop nu a călătorit în Occident.
Pe 19 aprilie 2018, lui Mădălin Hodor i-a fost suspendată acreditarea de cercetător al CNSAS „în conformitate cu prevederile art. 39 alin. 7 din Hotărârea nr. 2 din 18.12.2008, privind adoptarea regulamentului de organizare și funcționare al CNSAS, conform căruia «Colegiul CNSAS poate retrage acreditarea cercetătorilor care utilizează documentele puse la dispoziție în alte scopuri decât cele exclusive științifice»”, acest lucru înseamnând că informațiile obținute de cercetători din arhiva CNSAS pot fi folosite în articole de presă, în cărți, în studii, în conferință, în teze de licență sau de doctorat. 9 din cei 11 membri ai colegiului CNSAS au votat suspendarea: Constantin Buchet – președintele CNSAS, Valentin Blănaru, Dinu Zamfirescu, Sulfian Barbu, Ladislau Csendes, Cazimir Ionescu, Cătălin Precul, Alexandra Toader și Nicolae Vuvrea.
În urma publicării listei, istoricul Mădălin Hodor și ziarul Revista 22 au fost în ținta unor atacuri împotriva acestora, jurnalista Andreea Pora fiind de acord că atacurile vin din partea aceluiași public prezent anterior și în urma dezvăluirilor făcute despre Iulian Vlad. Mădălin Hodor a declarat că ziarul Evenimentul Zilei, împreună cu surse din interiorul CNSAS, au început campania împotriva lui. Potrivit acestuia, ziarul a fost informat din interiorul CNSAS de numele din o a doua listă ce avea să fie publicată de cercetător, ziarul încercând astfel prin această campanie să oprească publicarea și celei de-a doua liste.
Scriitorul Andrei Oișteanu a lansat un apel la solidaritate cu Hodor, despre care a afirmat că „este anchetat disciplinar pentru simplul fapt că a îndrăznit să scoată la lumină documente privind colaborarea unor intelectuali cu fosta Securitate”, făcând comparație cu cazul cercetătorului CNSAS Gabriel Catalan dat afară în 2002 pentru facerea publică a informației conform căreia Toader Arăpașu, împreună cu alți clerici legionari, a devastat și incendiat sinagoga din cartierul Antim din București. De asemenea, Oișteanu a mai conchis că sunt „aceleași linșaje și același modus operandi” cu cazul Hodor.
Mădălin Hodor a explicat pentru Grupul pentru Dialog Social de ce în lista publicată numărul de istorici este majoritar:
| “ | Ceea ce am vrut să arăt este că au existat grade de colaborare. Nu toată lumea a avut angajament, nu toată lumea a dat note informative, nu toată lumea a primit chitanțe sau bani, nu toată lumea lumea i-a turnat pe vecinii care ascultau Europa Liberă. Nu toți au fost informatori, nu toți au fost colaboratori, nu toți au fost surse. N-a existat un standard de colaborare - Securitatea venea și-ți punea un formular, tu semnai și asta era tot. În termeni ușor religioși, dacă punem Securitatea în rolul Diavolului, Diavolul a avut întotdeauna oferte pentru toată lumea și pe gustul tuturor. | ” |
|   | |   |

Tot acesta a menționat faptul că pentru a lucra cu Brigada Antiemigrație nu era neapărat nevoie să se dea un anumit tip de informații, Brigada având un departament care se ocupa cu scrierea istoriei, în spiritul propagandei național-comuniste.
| “ | Numărul de istorici de pe lista respectivă este foarte mare. Sunt majoritari acolo. Ăsta e un alt indicator, care ține de legăturile și de liniile ideologice care au străbătut societatea românească din 1989 până în zilele noastre. Pentru că astăzi suntem în situația în care suntem din nou amenințați de „dușmani externi“, în care, iarăși, ne atacă Soros, în care ungurii vor Transilvania, în care există „state paralele“, o întreagă paranoia. Lucrurile astea se întâmplă pentru că ele au fost create în acest laborator ideologic. Securitatea nu a fost numai un aparat represiv, ea nu a făcut numai poliție politică și a urmărit oameni, ci a fost și un producător ideologic. Securitatea a creat istorie, a creat naționalism, a creat ură interetnică, xenofobie. | ” |
|   | |   |

În cadrul aceleiași dezbateri, istoricul Mihai Demetriade a subliniat faptul că CNSAS nu poate pretinde monopolul discursului public asupra deconspirării Securității, adăugând că oricine din țară are dreptul și obligația să se implice în acest proces. Publicarea de documente în modul făcut de Mădălin Hodor este interpretată instituțional drept o scurgere de informații, potrivit aceluiași istoric, care în același timp nu este de acord cu această manifestare a instituției.
După apariția listei, Ioan-Aurel Pop a publicat un răspuns în rețeaua Facebook prin care nu a adus nicio lămurire referitoare la prezența numelui său pe acea listă, ori o respingere a unei colaborări. În schimb, potrivit jurnalistei Melania Cincea, răspunsul a fost persiflant la adresa lui Mădălin Hodor, a Revistei 22, a CNSAS și a „altor instanțe mai mult sau mai puțin morale”, dar și autoflatant și automartirizator. Tot aceasta a îndrumat academicianul să solicite dosarul de la CNSAS și facerea lui publică, nefiind suficientă invocarea unei adeverințe de necolaborare din anul 2009, întrucât Serviciul Român de Informații și Serviciul de Informații Externe au mai predat de atunci arhive către CNSAS.
În opinia jurnalistei Andreea Pora, apariția pe lista Securității a numelui noului președinte al Academiei Române a suscitat un mare interes pentru societate, care în lipsa lustrației, vrea să afle adevărul despre elitele intelectuale, iar pe de altă parte, subiectul continuă să fie unul deranjant pentru o parte a societății și presei.
Revista 22 a cerut, conform legii, printr-o adresă oficială Consiliului Național pentru Studierea Arhivelor Securității, verificarea calității de colaborator/lucrător al Securității a lui Ioan-Aurel Pop și a ziaristului Cornel Nistorescu. Verificarea trebuie făcută în documentele din arhivele tuturor actualilor deținători ai arhivei fostei Securități: SRI, SIE și MAI.

#### Activitate
În ziua de 4 iulie 2018 Academia Română și Ministerul pentru Românii de Pretutindeni au semnat Protocolul de colaborare în baza căruia cele două instituții, conduse de Ioan-Aurel Pop și Natalia-Elena Intotero, își propun intensificarea demersurilor comune pentru întărirea legăturilor cu românii din afara frontierelor României, în scopul păstrării, dezvoltării și exprimării identității lor etnice, lingvistice, culturale și religioase. Au participat vicepreședinți ai Academiei Române, academicieni, personalități, reprezentanți ai Ministerului pentru Românii de Pretutindeni. În același sens, Academia Română a publicat Comunicatul privind identitatea și unitatea istorică și lingvistică a românilor din nordul și sudul Dunării.
În octombrie 2018, Ioan-Aurel Pop a fost co-semnatar, alături de Adrian Năstase și Mihai Gribincea, ambasadorul Republicii Moldova în România, al volumului „Transilvania în cinci secole de cartografie”, cartea fiind finanțată de fundația Transilvania Leaders și Institutul Cultural Român și a fost editată sub egida Academiei Române, Institutului Cultural Român și a Muzeului Național al Hărților și Cărții Vechi din București, instituție inaugurată de Adrian Năstase în timpul mandatului de prim-ministru.
Într-o conferință de presă din iunie 2020, László Tőkés a declarat că prin pozițiile exprimate, printre alții, și de Ioan-Aurel Pop, se conturează „un comandou antimaghiar” în cadrul Academiei Române. Declarația a venit în contextul în care Dan Dungaciu, președintele Institutului de Științe Politice și Relații Internaționale „Ion I. C. Brătianu” al Academiei Române, a publicat un articol în presă cu conținut antimaghiar.

## Membru în organisme științifice
- Membru al Comisiei de istorie a relațiilor internaționale din cadrul Comitetului Internațional de Științe Istorice (Milano)[51][52] din 1990;
- Membru al Ateneo Veneto[53] (2005);
- Membru al Institutului de Sociologie Internațională din Gorizia[54][55] (2005);
- Președintele Institutului pentru Studiul Politicilor Imperiale din Oradea[56], patronat de Academia Română, Universitatea din Oradea și Universitatea de Stat din Chișinău (din 2009);
- Președintele părții române din Comisia bilaterală a istoricilor din România și Rusia[57][58] (din 2009);
- Vicepreședinte al Comitetului Național al Istoricilor din România[59][60];
- Institutul de Istorie „A. D. Xenopol” din Iași[61] (2008);
- Membru în Comitetul științific al Institutului pentru cercetări de istorie socială și religioasă din Vicenza[62], Italia;
- Membru în Consiliul științific al Muzeului Național de Istorie a Transilvaniei (din 2009);
- Membru în Consiliul științific al Muzeului Etnografic al Transilvaniei;
- Membru al Academiei Europene de Științe și Artă (Salzburg) din 2013[63][64];
- Membru al IACEHOF - International and Adult Continuing Education (IACE) Hall of Fame[65], Iași, România (din 2013);
- Membru în Colegiul Centrului European de Studii în Probleme Etnice[66][67] al Academiei Române (2013);
- Membru în Consiliul general de atestare a diplomelor și titlurilor universitare (CNATDCU) (2016).[68][69]
- Membru al instituției pan-europene Academia Europaea (2021).[70]

## Activitate publicistică

### Cărți
Pe lângă cele peste 500 de studii și articole, a publicat mai mult de 70 de cărți, proprii și în colaborare, în: Albania, Argentina, Austria, Cehia, Germania, Italia, Marea Britanie, Polonia, Republica Moldova, România, Statele Unite ale Americii, Ungaria etc.

#### Autor
- Instituții medievale românești: Adunările cneziale și nobiliare (boierești) din Transilvania în secolele XIV–XVI, 1991
- Românii și maghiarii în secolele IX-XIV. Geneza statului medieval în Transilvania, ediția I-a (1996), ediția a II-a, revizuită și adăugită, tradusă în l. engleză, Ed. Tribuna, Cluj-Napoca, 2003, 290 p.
- Geneza medievală a națiunilor moderne (secolele  XIII–XVI), 1998;
- Națiunea română medievală: Solidarități etnice românești în secolele XIII–XVI, 1998;
- Românii și România: O scurtă istorie, 1998 (tradusă în engleză, italiană, germană, spaniolă);
- Istoria, adevărul și miturile. Note de lectură. Ed. Enciclopedică, București, 2002, 391 p. (ed.II - 2014)
- Contribuții la istoria culturii românești (cronicile brașovene din secolele XVII-XVIII), Dacia, Cluj-Napoca, 2003, 338 p.
- I Romeni e la Romania. Una breve storia, Centrul de Studii Transilvane, Cluj-Napoca, 2004, 276 p.+5 hărți. [traducere și note de Giuseppe Munarini]
- Los Rumanos Y Rumania. Una breve historia, Centrul de Studii Transilvane, Cluj-Napoca, 2004, 276p.
- Patrimoniul natural și cultural al României. Munții Apuseni, [ed. Ioan Aurel Pop, Marius Porumb], Centrul de Studii Transilvane, Cluj-Napoca, 2004, 296p.
- Die Rumänen und Rumänien. Eine kurze Geschichte, Zentrum für Siebenbürgische Studien - Rumänisches Kulturinstitut, Cluj-Napoca, 2005, 278 p. plus 6 hărți.
- Istoria  românilor, 2010.
- Biserică, societate și cultură în Transilvania secolului al XVI-lea. Între acceptare și excludere, 2012.
- „De  manibus  Vallacorum  scismaticorum...” Romanians and Power in the Mediaeval Kingdom of Hungary (The Thirteenth and Fourteenth Centuries), Editura Peter Lang, 2013.
- Cultural Diffusion and Religious Reformation in Sixteenth-Century Transylvania. How the Jesuits Dealt with the Orthodox and Catholic Ideas, The Edwin Mellen Press, 2014.

#### Coautor
- A History of Romania, 1995, 1996, 1997.
- Istoria României: Transilvania, vol. I, 1997.
- Rumänien. Raum und Bevölkerung - Geschichte und Geschichtsbilder - Kultur - Gesellschaft und Politik heute - Wirtschaft - Recht und Verfassung - Historische Regionen, [ed. Thede Kahl, Michael Metzeltin, Mihai-Răzvan Ungureanu], Lit Verlag, p. 195-220
- Istoria ilustrată a României, București, Litera internațional, p. 155-229 (cap. "Românii în secolele XIV-XVI: de la Republica creștină la restaurarea Daciei").[72]
- Monografia Comunei Țaga, coord. Ioan Mârza, Cluj-Napoca, 2009 (capitolul "De la lumea medievală la cea modernă", p. 283-305). (împreună cu Sorin Șipoș),
- Silviu Dragomir și dosarul Diplomei Cavalerilor Ioaniți, Cluj-Napoca, 2009, 210 p.

#### Volume coordonate, editări
- Historia e rumanise. [Editor]. Tirane, Botimet Toena, 2001, 392 p. (în colaborare cu: Ș. Fischer-Galați, D. C. Giurescu)
- Istoria Transilvaniei. vol. I (până la 1541). [Coordonator]. Centrul de Studii Transilvane, 2003, 374 p. (în colaborare cu Thomas Nägler)
- Una storia dei Romeni. Studi critici, [Coordonator], Centro di Studi Transilvani, Cluj-Napoca, 2003, 488 p. (în colaborare cu Stephen Fisher-Galati și Dinu C. Giurescu)
- Patrimoniul cultural al României. Transilvania (lucrare în limbile română, engleză, franceză, germană și italiană), [Coordonator] Institutul Cultural Roman - Centrul de Studii Transilvane, Cluj-Napoca, 2004, 292 p. (în colaborare cu Marius Porumb)
- Memoriu topografic și statistic asupra Basarabiei, Valahiei și Moldovei, provincii ale Turciei în Europa. [Editor]. Institutul Cultural Roman, Centrul de Studii Transilvane, Cluj-Napoca, [autor:Antoine Francois Le Clerc]
- Istoria României. Compendiu, [coord. alături de Ioan Bolovan], Institutul Cultural Român - Centrul de Studii Transilvane, Cluj-Napoca, 2005, 810 p., 15 hărți
- Județul Cluj/Kolozs megye/ Cluj County/ Kreis Klausenburg, Cluj-Napoca, Tribuna, 2008, 286 p. (cu   I. Maxim Danciu)
- Istoria ilustrată a României, București, Litera internațional, 608 p. (cu Ioan Bolovan)(general editor),
- Mélanges d'Histoire Générale, Nouvelle Série, I/2, Section I. Between Worlds, 2 (Extincta est lucerna Orbis: John Hunyadi and his Time, edited by Ana Dumitran, Lorand Madly, Alexandru Simon), Cluj-Napoca, 2009, 564 p. + XXXII planșe.
- Susana Andea, Ioan-Aurel Pop (coordonatori), Alexandru Simon (secretar de redacție), Sub semnul trecutului. Profesorului Nicolae Edroiu la 70 de ani, Centrul de Studii Transilvane, Cluj-Napoca, 2009, 724 p.
- Ioan-Aurel Pop, Thomas Nägler (coordonatori), Istoria Transilvaniei, vol. I (până la 1541), ediția a II-a, revăzută și adăugită, Academia Română, Cluj-Napoca, 2009, 381 p. și anexe.
- Ioan-Aurel Pop, Thomas Nägler, Andras Magyari (coordonatori), The History of Transylvania, vol. II (from 1541 to 1711), Romanian Academy, Cluj-Napoca, 2009, 448 p.

### Reviste
Ioan-Aurel Pop a fost director al „Transylvanian Review” (cotat ISI) și membru în colegiile de redacție ale revistelor: „Medaevalia Transilvanica”, „Zavoda za hrvatsku povijest” (Zagreb), „Magazin Istoric”, „Jurnal Istoric” (Sankt Petersburg), „Banatica”, „Eurolimes”, „Xenopoliana”, „Destin Românesc” (Chișinău), „Studia Universitatis Petru Maior”, „Orașul”, „Tribuna”, „Columna”, „Crișana antiqua et medievalia”, „Brukenthal. Acta musei”, „Acta Terrae Septemcastrensis”, „Cetatea Bihariei”, „Crisia” ș.a.

## Recunoaștere
- Membru corespondent al Academiei Române, 2001;[73]
- Membru titular al Academiei Române - discursul de recepție, 2010;
- Membru de onoare al Academiei de Științe a Moldovei, 24.02.2015;
- Membru corespondent al Academiei Central Europene de Științe, Litere și Arte (L'Académie Centrale Européenne des Sciences, des Lettres et des Arts) din Paris, 1999;
- Doctor Honoris Causa al universităților din Alba Iulia[74], Timișoara[75], Oradea[76], Cahul[77], Galați[78], Sibiu[79] [80], Universitatea de Stat din Chișinău[81], Universitatea Pedagogică „Ion Creangă” din Chișinău[82], Universitatea „Petru Maior” din Târgu Mureș[83];
- Membru titular al Academiei Europene de Știință și Artă de la Salzburg;[84]
- Membru titular al Academiei Naționale Virgiliene din Mantova (Italia).[85]

## Titluri, diplome, medalii
- Ordinul Meritul Cultural în grad de Cavaler (7 aprilie 2010)[86]
- Ordinul de Onoare prin decretul Președintelui Republicii Moldova (21 decembrie 2010)[87][88]
- Premiul George Barițiu al Academiei Române pentru lucrarea „Instituții medievale românești”, Cluj, Ed. Dacia, (1991)[necesită citare]
- Premiul Fundației „Magazin istoric” pentru lucrarea „Românii și România. O scurtă istorie”, București, Editura Fundației Culturale Române (1998)[necesită citare]
- Premiul anual al revistei „Astra”, Brașov, pentru publicistică de specialitate (2008)[necesită citare]
- Premiul Fundației „Magazin istoric” pentru lucrarea „Istoria Transilvaniei”[89], vol. III, București, Editura Academiei Române (2010)[necesită citare]
- Medalia Crucea Transilvană, cea mai înaltă distincție a Arhiepiscopiei Clujului (2014)[necesită citare]
- Comandor al Ordinului Militar de România (2014)[90][91][92]
- Ordinul Național „Steaua României” în grad de Cavaler (2015)[93]
- Ordinul „Coroana României” în grad de Comandor[94]

### Interviuri
- IOAN-AUREL POP - "După prima zi de școală, tata m-a luat deoparte și mi-a spus că învățătura e cel mai serios lucru din lume", Ciprian Rus, Formula AS - anul 2013, numărul 1069